# Charlotte, Michigan
Charlotte [ʃɑrˈlɒt] är en stad i den amerikanska delstaten Michigan med en yta av närmare 17 km² och en folkmängd som uppgår till 9 074 invånare (2010). Charlotte är administrativ huvudort i Eaton County.

## Kända personer från Charlotte
- Richard Taylor, filosof